# 西沃恩·奧沙利文
西沃恩·奥沙利文（英語：Siobhan O'Sullivan，1974年3月19日—2023年6月17日），澳大利亚政治学家及理论家，新南威尔士大学社会科学院副教授，主要研究领域为动物福利政策及福利国家，著有《Animals, Equality and Democracy》（2011年，帕爾格雷夫·麥米倫）、《Getting Welfare to Work》（2015年，牛津大学出版社，与他人合著）和《Buying and Selling the Poor》（2022年，悉尼大学出版社）等著作，曾共同编辑《Contracting-out Welfare Services》（2015年，約翰威立）及《The Political Turn in Animal Ethics》（2016年，罗曼和赖特菲尔德国际）等出版物，此外还是动物研究播客《Knowing Animals》的初创主持人。

## 生平
奥沙利文的博士就读于悉尼大学经济及商业学院的政府和国际关系专业，由林恩·卡森（Lyn Carson）担任导师。她于2007年5月提交论文《Animal Visibility and Equality in Liberal Democratic States: A Study Into Animal Ethics and the Nature of Bias in Animal Protection Regulation》，经由丹尼斯·拉塞尔（Denise Russell）及罗伯特·加纳审查通过后，奥沙利文于2008年顺利毕业，并在同年成为了墨尔本大学社会与政治科学院的一名研究员，其后又到马萨诸塞州的克拉克大学参加了一段时间的人类—动物研究项目，这项研究后来并入了她的博士项目，研究成果亦成为了她日后在2011年出版的书籍《Animals, Equality and Democracy》的基础，该书由帕爾格雷夫·麥米倫和牛津动物伦理中心联合出版，收录于帕爾格雷夫·麥米倫的“动物伦理系列”之中，由安德鲁·林哲和普里西拉·科恩共同编辑。
在墨尔本大学工作七年之后，奥沙利文进入新南威尔士大学社会科学院担任了一名社会政策讲师。2015年，奥沙利文和马克·康斯戴恩、珍妮·路易斯和埃尔斯·索尔（Els Sol）通过牛津大学出版社发表了论文《Getting Welfare to Work: Street Level Governance in Australia, the UK and the Netherlands》，又和康斯戴恩通过約翰威立共同出版了汇编合集《Contracting-out Welfare Services: Comparing National Policy Designs for Unemployment Assistance》。2016年，奥沙利文和罗伯特·加纳通过罗曼和赖特菲尔德出版了合集《The Political Turn in Animal Ethics》。
2020年8月，奥沙利文被诊断出患有卵巢癌。奥沙利文借此情况成为了卵巢癌研究基金会（Ovarian Cancer Research Foundation）的发言人，后来又和澳大利亚动物研究协会（Australasian Animal Studies Association）共同设立了一个动物研究奖项。2022年，奥沙利文与迈克尔·麦克甘（Michael McGann）、马克·康斯戴恩通过悉尼大学出版社共同发表了《Buying and Selling the Poor》。
在患上癌症以后，奥沙利文参加了新南威尔士地区争取协助死亡合法化的运动。2022年5月，亚历克斯·格林威治的《2021年自愿协助死亡法案》（Voluntary Assisted Dying Bill 2021）获得通过，奥沙利文对此表示欣慰。
2023年6月17日，奥沙利文发病去世。

## 研究
根据新南威尔士大学网站上的信息，奥沙利文研究的是“澳大利亚、英国以至全球范围内承包劳务的传递方式”，主要集中点在于福利国家、使命漂移、动物福利政策和环境伦理。除了已发表的著作以外，奥沙利文还给来自澳大利亚及欧洲的人群做过社会服务和福利国家等方面的研究报告。
奥沙利于2015年创立了播客《Knowing Animals》，该播客每两周上线一期，内容为奥沙利文与参加节目的动物研究学者谈论自己所在团队的研究成果。除了主系列以外，《Knowing Animals》还包含一个名为《Protecting Animals》的访谈，内容为奥沙利文向各动物保护倡导者访问他们所做的实际工作。在奥沙利文之后，《Knowing Animals》由乔希·米尔本（Josh Milburn）接手。
奥沙利文被认为是动物伦理学的“政治转变”（即该学科开始由政治理论而非道德哲学影响）中的关键性人物。她在著作《Animals, Equality and Democracy》中探讨了现代社会中不同物种动物所受到的不公平对待问题，并提出了所谓“外部不一致性”（external inconsistency）和“内部不一致性”（internal inconsistency）之间的区别。传统分析主要集中于前者，而奥沙利文则较为注重后者，她重点指出了平日人们见得更多，即“可见度”（visibility）较高的动物以及被人类用于某种目的的动物往往能够得到更多的法律保护，例如用在农业活动或体育活动中的动物。为了具体说明各种动物“可见度”的区别，奥沙利文考察了对动物保护运动人士的采访研究以及对澳大利亚的报纸作了内容分析，至于不同动物在法律待遇上的差别，奥沙利文则考察了新南威尔士地区在动物保护方面的法律，并将其与19世纪的英国的相应法律作了比较。
奥沙利文认为上述由可见度差别带来的内部不一致性不仅不具正义性和存在道德上的随意武断性，并且“有违重要的民主人文价值观中的平等价值观”和“会影响公众的决定”。基于此，奥沙利文建议动物保护倡导者应更多地将努力聚集在消除内部不一致性上。
学者尼娜·瓦爾薩瓦在《批判性动物研究杂志》（Journal for Critical Animal Studies）上对奥沙利文的观点提出了质疑，认为奥沙利文抛开外部不一致性的方式可能会带来“良好的自由政治”，但同时也会带来“不好的动物伦理”，批评奥沙利文选择了“政治上的权宜之计”而非“道德或者说是逻辑上的正直”。政治理论家及伦理学家阿拉斯代尔·科克伦则对奥沙利文持较为赞扬的态度，他虽然认为“奥沙利文呼吁对各种动物采用一致的自由原则的理论容易被说成是对动物并无意义”，即认为奥沙利文应首先对外部不一致性作出更多解释；但亦称赞《Animals, Equality and Democracy》一书充满“精密的分析、非常强的洞察力”以及其所提出的“建立一个有进步性、不带歧视性、符合广泛政治信仰和实践的动物保护战略的基础非常具有说服力”。《Animals, Equality and Democracy》的序言作者罗伯特·加纳则认为奥沙利文提出的方法非常新颖。

## 主要出版物
书籍
- O'Sullivan, Siobhan. . Basingstoke, England: Palgrave Macmillan. 2011. ISBN 9780230349186.
- Considine, Mark; Lewis M., Jenny; O'Sullivan S., Siobhan; Sol, Els. . Oxford: Oxford University Press. 2015. ISBN 9780198743705.
- O'Sullivan, Siobhan; McGann, Michael; Considine, Mark. . Sydney: Sydney University Press. 2021. ISBN 9781743328378.

汇编合集
- O'Sullivan, Siobhan; Considine, Mark. . Haboken, New Jersey: John Wiley & Sons. 2015. ISBN 9781119016496.
- O'Sullivan, Siobhan; Garner, Robert. . Lanham, Maryland: Rowman & Littlefield International. 2016. ISBN 9781783487264.

## 延伸阅读
- Lewis, Jenny M. . Australian Journal of Public Administration. 2023. doi:10.1111/1467-8500.12594 .